# ILocater
iLocarterとは、アリゾナ州グラハム山にある大双眼望遠鏡 (LBT)で使用するために開発されている天体観測用の分光器である。
iLocaterは視線速度法を通じて地球に似た太陽系外惑星を研究することを目的としている。LBTの補償光学装置との組み合わせで同じ目的を持つ従来の分光器の限界を超える性能を発揮させるべく設計されている。

## 基本設計
iLocaterは、星像の入射に光ファイバーを用い、エシェル回折格子を主たる分散に用いるファイバー供給式高分散エシェル分光器であり、高精度視線速度測定を念頭に設計されている。
観測波長は0.96-1.34マイクロメートルの近赤外線の範囲で、波長分解能はR=170,000である。
この波長範囲は赤外線天文学におけるYバンドとJバンドの波長帯に対応する
エシェル回折格子はR6型（ブレーズ角80.5度）で1mm当たり13.33本の溝が刻まれている。
検出器はテレダインH4RG-10を使用している、
波長較正システムは較正光源を使用するタイプで、ファブリ・ペロー干渉計を利用して較正用スペクトルを生成する光源装置を備えている。較正スペクトルは視線速度にして3cm/sに相当する安定性を持つ。

## 回折限界設計
iLocaterは回折限界領域での運用を前提に設計されており、そのようなコンセプトを持つ最初の分光器の一つである。
iLocaterの特徴は、従来のマルチモード光ファイバーに代えシングルモードファイバーを使用することである。シングルモードファイバーは従来視線速測定用分光器において主要な誤差要因となっていた光ファイバーのモードノイズを排除することができる。iLocaterが使用するシングルモードファイバーのコア直径は6マイクロメートルしかなく、LBT組込の補償光学装置 (LBT-AO) により星像を回折限界まで絞り込むことでその利用が可能となる。補償光学を用いない従来のシーイング限界領域では数十マイクロメートル程度のコア直径が限界であった。LBT-AOは星像の空間分解能を20-30倍に向上させる能力がある。
近赤外線を中心とした観測波長は補償光学装置の性能が長波の電磁波ほど向上することも加味して選択されている。
望遠鏡と光ファイバーは取得カメラ　（Acquision Camera ）ユニットにより接続される。取得カメラユニットにはファイバーに入射する光束の一部をビームスプリッターで取り出して監視するカメラ（結像光学系＋検出器）が備わっており、光ファイバーへの安定した入射を維持できる。

## 熱安定設計
分光器本体の光学系は真空冷温容器（クリオスタット）に収められ、ミリケルビン（1000分の1℃）未満のレベルで温度変化が管理される。
この温度管理システムは従来型の分光器であるHPFやNEIDのものをベースとしているが、iLocaterでは温度変化に起因する誤差をさらに抑制するためにクリオスタット内の部品に低熱膨張材料を使用する。
クリオスタット内の光学部品はケイ素、光学部品の支持体はインバー合金で製造されている。
ケイ素やインバーは基礎的に低い熱膨張係数を持つが、詳細な熱膨張率は温度に依存して変化する。
iLocaterの設計では、ケイ素やインバーが揃って特に低い熱膨張係数を示す80-100K（-193℃から-173℃）を運用温度に選ぶことで温度変化の影響を極限まで低減している。
この温度帯は検出器の背景ノイズを抑制する意味もある。

## 沿革
iLocaterは2014年にLBTの次世代観測装置として採択された。
2019年にはノートルダム大学で組み立て試験を行い、同年中にLBTに取得カメラユニットだけを取り付けてファーストライトを行った。